# Coelocarcinus foliatus
Coelocarcinus foliatus är en kräftdjursart som beskrevs av John R. Edmondson 1930. Coelocarcinus foliatus ingår i släktet Coelocarcinus och familjen simkrabbor. Inga underarter finns listade i Catalogue of Life.